# 一个马来西亚发展有限公司丑闻年表

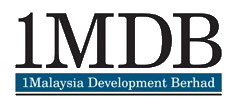
一马公司标志

一个马来西亚发展有限公司丑闻年表（英語：Timeline of the 1Malaysia Development Berhad scandal）列出一马公司丑闻（1MDB）发生至今的各种重大事件。

## 2009年
- 2月27日：登州投资机构成立，作为隶属登州大臣机构（Menteri Besar Incorporated，简称MBI）的州投资臂膀。
- 4月1日：内阁批准政府担保，为登州投资机构筹募50亿令吉、为期30年的伊斯兰中期票据。
- 5月13日：登州大臣机构致函财政部，表明支持发行票据，但须遵守条规。
- 5月15日：登州投资机构与Ambank签署合同，以筹募50亿令吉，但登州大臣机构以合约并未遵守其条规为由，拒绝此事。时任登州大臣是阿末赛益。
- 5月22日：登州投资机构董事会决定，即刻冻结债券发行，且撤除时任登州投资机构执行长沙鲁（Shahrol Azral Mohd Halmi）或任何董事发行伊斯兰票据的权限。
- 5月25日：沙鲁与Ambank签定合约，发行伊斯兰票据。
- 5月27日：登州投资机构股东动议，撤除沙鲁执行长之职。东姑拉希玛也辞去董事一职。
- 5月29日：登州大臣机构致函财政部，支持革除沙鲁的执行长职务。该机构也向Ambank发出警告信，指控该银行涉嫌犯罪。
- 6月3日：内阁获悉，登州苏丹要求调查登州投资机构“在未经许可之下，发行伊斯兰中期票据”。
- 6月30日：沙鲁在一场财政部秘书主持的会议当中，指登州大臣机构要求中止发行票据的信函，是在票据行销开始后才收到。他说，虽然已获登州大臣机构的来信，但为了保护登州投资机构的信誉，票据继续发行。
- 7月25日：登州投资机构易名为一马发展公司（一马公司）。缴足资本为100万令吉，而可支配资本为10亿令吉。这家公司是由财政部全权拥有。
- 8月28日：首相、财政部长、一马公司顾问团主席纳吉·阿都拉萨接获一封来自吐奇王子（Prince Turki Abdullah Al Saud）的信函。信函中，沙地石油公司执行长塔列（Tarek Obaid）向纳吉介绍其公司。塔列提议，一马公司与沙地石油公司合作，设立联营公司。联营公司价值为25亿美元，一马公司将挹注10亿美元，以持股40%；沙地石油公司以折扣价格，投入其资产。这些资产约值15亿美元。

## 2018年
- 3月10日：美国MSNBC电视台的政论节目《蕾秋玛多秀》（The Rachel Maddow Show）以一马公司案为主题，主持人蕾秋玛多批评纳吉涉及“天大偷窃案”[1]。
- 5月11日：警方封锁负责1MDB案件的总检察长莫哈末阿班迪阿里办公室[2]。
- 5月12日
  - 移民厅禁止纳吉和夫人罗斯玛·曼梳出境[3]。马哈迪较后承认发出指令限制两人离国[4]。
  - 土著团结党青年团向警方报案，称有证据显示纳吉夫人罗斯玛·曼梳走私名贵物品到吉隆坡柏威年公寓（Pavillion Residence）的单位[5]。
- 5月13日：政府顾问理事会宣布成立调查1MDB弊案的专案小组[6]。
- 5月14日：反贪污委员会首席专员祖基菲里向政府首席秘书呈辞[7]。
- 5月15日：总稽查司玛迪娜（Madinah Mohamad）宣布公开一马公司稽查报告[8]。
- 5月16日：
  - 警方搜查数个跟纳吉有关的住宅，包括纳吉位于大使花园（Taman Duta）的独立式洋房住家[9]。
  - 一马公司总裁兼执行长阿鲁甘达被列入禁止出境的黑名单[10][11]。
- 5月25日：吉隆坡武吉阿曼商业罪案调查主任阿玛星公布部分充公物品名单，物品包括纳吉女儿住处的150个手袋和婴儿衣服[12]。
- 6月7日：内政部长慕尤丁说，执法单位有充足资料证明刘特佐是1MDB弊案主要嫌犯[13]。
- 6月25日：反贪会延扣纳吉特别官员7天助查案件[14][15]。
- 6月28日：1MDB开除首席执行长阿鲁甘达[16]。
- 7月1日：纳吉特别官员获保释[17]。
- 7月3日：
  - 纳吉在吉隆坡大使花园的住家被捕，前往位于布城的反贪会总部[18]。
  - 纳吉助理兼巫统最高理事洛曼亚同50人聚居反贪会总部，以烛光集会抗议纳吉遭无理逮捕和迫害[19]。
  - 反贪会传召纳吉继子里扎录取口供长达9小时[20]。
- 7月4日：纳吉在吉隆坡地庭被控三项刑事失信（CBT）和一项滥权罪，涉及的SRC国际资金高达4200万令吉。
- 8月8日，纳吉在地庭被加控3项罪状，也就是在4年前由非法活动，收取归SRC国际公司所拥有的4200万令吉[21]。
- 9月19日，纳吉遭反贪会逮捕[22]，并在隔日被带上法庭面控，这也是纳吉第三度被控。
- 9月20日，纳吉在法庭面对反贪污委员会法令下的4项贪污罪名及2001年反洗黑钱及反恐融资法令（AMLA）下的21项罪名。该4项贪污控罪都是与纳吉当年身兼首相及财政部长时，在一马公司的创立中所扮演的角色及他指示一马发展公司董事部以10亿美元购买沙地石油公司10亿股股票的交易有关[23]。
- 9月28日，面对25项刑事罪的纳吉已缴清350万令吉的保释金[24]。

## 2019年
- 11月11日：高庭法官莫哈末纳兹兰宣判纳吉涉及SRC国际公司3项刑事失信、1项滥权和3项洗钱案所有控状表罪成立，纳吉需出庭自辩[25][26][27]。

## 2020年
- 7月28日： 高等法院宣判，纳吉涉及一马弊案的SRC国际公司洗钱案的7项指控，包括3项刑事失信、1项滥权及3项洗黑钱控状罪名成立，并判处监禁12年和罚款2亿1000万令吉，若无法缴付罚款则加监5年[28]。

## 2021年
- 12月8日：上诉庭三司一致驳回纳吉提出的上诉，并裁定维持高庭的判决，即纳吉涉及SRC国际公司4200万令吉洗钱案7项控状皆罪名成立[29][30][31]。法官阿都卡林在宣读简单判决理据时指出，纳吉在SRC的行为并不是为了国家利益，而是令国家蒙羞（National Embarrassment）[32]。

## 2022年
- 2月23日：高盛集团前董事莱斯纳供证时揭露，纳吉于2009年在美国会晤时任高盛集团执行长贝克恩，除了谈一马公司融资债券交易外，还有另一议程，即要求高盛聘用其3名孩子，作为高盛获得巨额交易的回报[33]。
- 2月28日：国会反对党领袖安华·依布拉欣入禀动议，要求国会辩论高盛集团前董事莱斯纳供证揭露一马公司弊案中的贪腐、滥权及舞弊，特别是国家银行的涉入[34]。
- 3月14日：财政部长东姑赛夫鲁指出，政府仍须填补170亿令吉资金缺口，以偿还一马公司在2023年至2039年，高达388亿令吉本金及利息债务[35]。
- 3月17日：财政部长东姑赛夫鲁说，一马公司的回收资产信托户口仍有余额157亿6000万令吉，包括来自回酬（hibah）和外汇交易盈亏，能够偿还该公司在2022年的大部分债务本金和利息[36]。
- 3月30日：一马公司和旗下的一家子公司取得临时庭令，禁止一马案通缉犯刘特佐转移或耗散他在马来西亚高达10亿3000万美元（约43亿4000万令吉）的资产[37]。
- 4月25日：纳吉在入禀的上诉申请书中提出了94项他必须在SRC国际公司案件中无罪释放的理由。当中所列出的一项原因是上诉庭在确认高庭裁定所有控方就上诉人（纳吉）的7项控状中的表面证据确凿，并要求他为自己辩护时，在事实和法律中出现错误[38][39][40][41]。
- 8月23日：马来西亚联邦法院维持对纳吉的定罪和判刑，纳吉在同一天开始在加影监狱服刑12年[42]。